# Équipe de Croatie de football à la Coupe du monde 2006
L'équipe de Croatie de football s'est qualifiée pour la coupe du monde 2006 en Allemagne.

## Qualifications
| Groupe 8   | Groupe 8   | Groupe 8   | Groupe 8   | Groupe 8   | Groupe 8   | Groupe 8   | Groupe 8   | Groupe 8   | Groupe 8   | Groupe 8  | Groupe 8  | Groupe 8  | Groupe 8  | Groupe 8  | Groupe 8  | Groupe 8  |
| Classement | Classement | Classement | Classement | Classement | Classement | Classement | Classement | Classement | Classement | Résultats | Résultats | Résultats | Résultats | Résultats | Résultats | Résultats |
| ---------- | ---------- | ---------- | ---------- | ---------- | ---------- | ---------- | ---------- | ---------- | ---------- | --------- | --------- | --------- | --------- | --------- | --------- | --------- |
|            | Nation     | Pts        | J          | G          | N          | P          | BP         | BC         | Diff       | Nation    | CRO       | SUE       | BUL       | HON       | ISL       | MAL       |
| 1          | Croatie    | 24         | 10         | 7          | 3          | 0          | 21         | 5          | +16        | Croatie   |           | 1-0       | 2-2       | 3-0       | 4-0       | 3-0       |
| 2          | Suède      | 24         | 10         | 8          | 0          | 2          | 30         | 4          | +26        | Suède     | 0-1       |           | 3-0       | 3-0       | 3-1       | 6-0       |
| 3          | Bulgarie   | 15         | 10         | 4          | 3          | 3          | 17         | 17         | 0          | Bulgarie  | 1-3       | 0-3       |           | 2-0       | 3-2       | 4-1       |
| 4          | Hongrie    | 14         | 10         | 4          | 2          | 4          | 13         | 14         | -1         | Hongrie   | 0-0       | 0-1       | 1-1       |           | 3-2       | 4-0       |
| 5          | Islande    | 4          | 10         | 1          | 1          | 8          | 14         | 27         | -13        | Islande   | 1-3       | 1-4       | 1-3       | 2-3       |           | 4-1       |
| 6          | Malte      | 3          | 10         | 0          | 3          | 7          | 4          | 32         | -28        | Malte     | 1-1       | 0-7       | 1-1       | 0-2       | 0-0       |           |

## Maillot
Le maillot de l'équipe de Croatie est fourni par l'équipementier Nike.
| Couleurs | Blanc, rouge et bleu |
| Marque   | Nike                 |
| Domicile | Extérieur            |

## Effectif
Le 15 mai 2006, le sélectionneur Zlatko Kranjčar a annoncé une liste composée de vingt-trois joueurs pour le mondial.
| Numéro / Nom | Numéro / Nom    | Club              | Date de naissance | J.              | Buts            |                 |                 |                 |
| Gardiens de but | Gardiens de but | Gardiens de but   | Gardiens de but   | Gardiens de but | Gardiens de but | Gardiens de but | Gardiens de but | Gardiens de but |
| --- | --------------- | ----------------- | ----------------- | --------------- | --------------- | --------------- | --------------- | --------------- |
| 1 | Stipe Pletikosa | Hajduk Split      | 08.01.1979        | 3               | 0               | 1               | 0               | 0               |
| 12 | Joe Didulica    | Austria Vienne    | 14.10.1977        | 0               | 0               | 0               | 0               | 0               |
| 23 | Tomislav Butina | FC Bruges         | 30.03.1974        | 0               | 0               | 0               | 0               | 0               |
| Défenseurs |                 |                   |                   |                 |                 |                 |                 |                 |
| 3 | Josip Šimunić   | Hertha BSC Berlin | 18.02.1978        | 3               | 0               | 2               | 1               | 0               |
| 4 | Robert Kovač    | Juventus          | 06.04.1974        | 2               | 0               | 2               | 0               | 0               |
| 5 | Igor Tudor      | AC Sienne         | 16.04.1978        | 3               | 0               | 2               | 0               | 0               |
| 7 | Dario Šimić     | Milan AC          | 12.11.1975        | 3               | 0               | 1               | 1               | 0               |
| 11 | Mario Tokić     | Austria Vienne    | 23.07.1975        | 0               | 0               | 0               | 0               | 0               |
| 13 | Stjepan Tomas   | Galatasaray       | 06.03.1976        | 1               | 0               | 0               | 0               | 0               |
| Milieux de terrain |                 |                   |                   |                 |                 |                 |                 |                 |
| 2 | Darijo Srna     | Chakhtior Donetsk | 01.05.1982        | 3               | 1               | 1               | 0               | 0               |
| 6 | Jurica Vranješ  | Werder Brême      | 31.01.1980        | 0               | 0               | 0               | 0               | 0               |
| 8 | Marko Babić     | Bayer Leverkusen  | 28.01.1981        | 3               | 0               | 0               | 0               | 0               |
| 10 | Niko Kovač      | Hertha BSC Berlin | 15.10.1971        | 3               | 1               | 1               | 0               | 0               |
| 14 | Luka Modrić     | Dinamo Zagreb     | 09.09.1985        | 2               | 0               | 0               | 0               | 0               |
| 15 | Ivan Leko       | FC Bruges         | 07.02.1978        | 0               | 0               | 0               | 0               | 0               |
| 16 | Jerko Leko      | Dynamo Kiev       | 09.04.1980        | 2               | 0               | 0               | 0               | 0               |
| 19 | Niko Kranjčar   | Hajduk Split      | 13.08.1984        | 3               | 0               | 0               | 0               | 0               |
| 20 | Anthony Šerić   | Panathinaïkos     | 15.01.1979        | 0               | 0               | 0               | 0               | 0               |
| Attaquants |                 |                   |                   |                 |                 |                 |                 |                 |
| 9 | Dado Pršo       | Glasgow Rangers   | 05.11.1974        | 3               | 0               | 0               | 0               | 0               |
| 17 | Ivan Klasnić    | Werder Brême      | 29.01.1980        | 3               | 0               | 0               | 0               | 0               |
| 18 | Ivica Olić      | CSKA Moscou       | 31.12.1979        | 3               | 0               | 0               | 0               | 0               |
| 21 | Boško Balaban   | FC Bruges         | 15.10.1978        | 0               | 0               | 0               | 0               | 0               |
| 22 | Ivan Bošnjak    | Dinamo Zagreb     | 06.09.1979        | 1               | 0               | 0               | 0               | 0               |
| Sélectionneur |                 |                   |                   |                 |                 |                 |                 |                 |
| | Zlatko Kranjčar |                   | 15.11.1956        |                 |                 |                 |                 |                 |
| Réserve Joueurs qui n'ont pas participé au stage d'entraînement mais qui pouvaient faire office de remplaçants jusqu'au 11 juin |                 |                   |                   |                 |                 |                 |                 |                 |
| D | Marijan Buljat  | Dinamo Zagreb     | 12.09.1981        |                 |                 |                 |                 |                 |

## Compétition

### Buteurs
| Classement | Nom         | But(s) |
| 1          | Darijo Srna | 1      |
| -          | Niko Kovač  | 1      |